# ダビッド・ドボジャーク
ダビッド・ドボジャーク（David Dvořák、1992年6月5日 - ）は、チェコの男性総合格闘家。フラデツ・クラーロヴェー州ホジツェ出身。オールスポーツ・アカデミー所属。

## 来歴
大学を卒業後、高速道路の建設エンジニアとして3年間働いた。その後は父親の後を継いで墓掘人として働いており、ニックネームの「アンダーテイカー」（Undertaker）はこれに由来する。
2010年、プロ総合格闘技デビュー。2012年の敗戦以降13連勝を果たし、UFCと契約した。

### UFC
2020年3月14日、UFC初参戦となったUFC Fight Night: Lee vs. Oliveiraでブルーノ・シウバと対戦し、3-0の判定勝ち。
2020年9月19日、UFC Fight Night: Covington vs. Woodleyでフライ級ランキング13位のジョーダン・エスピノーサと対戦し、3-0の判定勝ち。
2021年5月22日、UFC Fight Night: Font vs. Garbrandtでフアンカミロ・ロンデロスと対戦し、片腕でリアネイキドチョークを極めて1R一本勝ち。当初はフライ級ランキング12位のハウリアン・パイバと対戦予定であったが、パイバが減量の影響で体調不良を起こし大会前日に欠場したため、急遽ロンデロスとの対戦に変更された。なお、この試合はロンデロスが2.5ポンドの体重超過をしたため、ファイトマネーの20%をドボジャークに譲渡する条件で行われた。
2022年3月26日、UFC on ESPN: Blaydes vs. Daukausでフライ級ランキング7位のマテウス・ニコラウと対戦し、0-3の判定負け。
2022年12月17日、UFC Fight Night: Cannonier vs. Stricklandでフライ級ランキング12位のマネル・ケイプと対戦し、0-3の判定負け。
2023年6月10日、UFC 289でスティーブ・エルセグと対戦し、0-3の判定負け。当初はフライ級ランキング8位のマット・シュネルと対戦予定であったが、シュネルの負傷欠場により大会8日前のオファーを受けたエルセグとの対戦に変更された。
2024年6月29日、UFCからリリースされた。

## 戦績
| 総合格闘技 戦績 | 総合格闘技 戦績 | 総合格闘技 戦績 | 総合格闘技 戦績 | 総合格闘技 戦績 | 総合格闘技 戦績 | 総合格闘技 戦績 |
| --------------- | --------------- | --------------- | --------------- | --------------- | --------------- | --------------- |
| 26 試合         | (T)KO           | 一本            | 判定            | その他          | 引き分け        | 無効試合        |
| 20 勝           | 8               | 8               | 4               | 0               | 0               | 0               |
| 6 敗            | 1               | 0               | 5               | 0               | 0               | 0               |

| 勝敗 | 対戦相手                   | 試合結果                                   | 大会名                                    | 開催年月日     |
| ×    | スティーブ・エルセグ       | 5分3R終了 判定0-3                          | UFC 289: Nunes vs. Aldana                 | 2023年6月10日  |
| ×    | マネル・ケイプ             | 5分3R終了 判定0-3                          | UFC Fight Night: Cannonier vs. Strickland | 2022年12月17日 |
| ×    | マテウス・ニコラウ         | 5分3R終了 判定0-3                          | UFC on ESPN 33: Blaydes vs. Daukaus       | 2022年3月26日  |
| ○    | フアンカミロ・ロンデロス   | 1R 2:18 リアネイキドチョーク               | UFC Fight Night: Font vs. Garbrandt       | 2021年5月22日  |
| ○    | ジョーダン・エスピノーサ   | 5分3R終了 判定3-0                          | UFC Fight Night: Covington vs. Woodley    | 2020年9月19日  |
| ○    | ブルーノ・シウバ           | 5分3R終了 判定3-0                          | UFC Fight Night: Lee vs. Oliveira         | 2020年3月14日  |
| ○    | アルセン・タイギボフ       | 2R 4:02 リアネイキドチョーク               | Oktagon 13                                | 2019年7月27日  |
| ○    | イゴール・ゴンチャロフ     | 1R 3:10 TKO（パウンド）                    | Night of Warriors 15                      | 2019年4月6日   |
| ○    | ザカ・ファトゥラザード     | 1R 2:26 TKO（パンチ）                      | XFN 15                                    | 2018年12月27日 |
| ○    | サランベック・ダマエフ     | 2R 2:10 リアネイキドチョーク               | XFN 13                                    | 2018年11月10日 |
| ○    | マルコ・マノヴァリ         | 1R 3:56 TKO（右フック→グラウンドの肘打ち） | XFN 8                                     | 2018年3月3日   |
| ○    | ミロスラフ・クバン         | 2R 3:58 TKO（パウンド）                    | XFN 5                                     | 2017年10月21日 |
| ○    | シェリー・サンタナ         | 1R 4:30 リアネイキドチョーク               | Night of Masters 11                       | 2016年12月10日 |
| ○    | ミロスラフ・クバン         | 2R 2:41 TKO（ドクターストップ）            | Fight Nights Global 49                    | 2016年6月4日   |
| ○    | トーマス・ザック           | 1R 1:03 TKO（パンチ）                      | GCF 31 【GCFフライ級王座決定戦】          | 2015年5月22日  |
| ○    | マーティン・フェクサ       | 1R 4:19 リアネイキドチョーク               | GCF 30                                    | 2015年2月25日  |
| ○    | カミル・ウォジック         | 1R 4:25 腕ひしぎ十字固め                   | GCF 29                                    | 2014年12月12日 |
| ○    | ピョートル・ノイマン       | 1R TKO                                     | GCF Challenge: Eastern Best 3             | 2014年10月11日 |
| ○    | オンドレイ・スカルニック   | 1R 2:30 リアネイキドチョーク               | GCF 16                                    | 2012年10月7日  |
| ×    | フィリップ・マセック       | 2R 0:15 TKO（ドクターストップ）            | GCF 12                                    | 2012年5月11日  |
| ○    | アルツール・イェフセジック | 5分3R終了 判定3-0                          | GCF 9                                     | 2012年2月18日  |
| ○    | ミハル・マラタ             | 2R 1:13 ヒールフック                       | FFN- Fighters Fight Night                 | 2011年12月16日 |
| ×    | レゼック・クリク           | 5分3R終了 判定0-3                          | Heroes Gate 4                             | 2011年6月23日  |
| ○    | トーマス・マソジデック     | 2R 2:03 TKO（パンチ）                      | GCF 3                                     | 2011年4月23日  |
| ○    | ピョートル・ノイマン       | 5分3R終了 判定3-0                          | GCF 1                                     | 2010年11月10日 |
| ×    | フィリップ・マセック       | 5分2R終了 判定0-3                          | Nord Bohemia Ring                         | 2010年6月6日   |

## 獲得タイトル
- GCFフライ級王座（2015年）